# Mucuna macropoda
Mucuna macropoda är en ärtväxtart som beskrevs av Baker f. Mucuna macropoda ingår i släktet Mucuna och familjen ärtväxter. Inga underarter finns listade i Catalogue of Life.